# Jason Osborne
Jason Toby Osborne (Maguncia, 20 de marzo de 1994) es un deportista alemán que compitió en remo y ciclismo.
Participó en dos Juegos Olímpicos de Verano, en los años 2016 y 2020, obteniendo una medalla de plata en Tokio 2020, en la prueba de doble scull ligero.
Ganó tres medallas en el Campeonato Mundial de Remo entre los años 2013 y 2019, y cuatro medallas en el Campeonato Europeo de Remo entre los años 2016 y 2021. Además, obtuvo una medalla de oro en el Campeonato Mundial de Remo en Sala de 2019.
En 2021 pasó a competir en ciclismo en ruta con el equipo Deceuninck-Quick Step, hasta su retiro en septiembre de 2024.

## Palmarés internacional
| Juegos Olímpicos   | Juegos Olímpicos        | Juegos Olímpicos  | Juegos Olímpicos        |
| Año                | Lugar                   | Medalla           | Prueba                  |
| ------------------ | ----------------------- | ----------------- | ----------------------- |
| 2020               | Tokio (Japón)           | Medalla de plata  | Doble scull ligero      |
| Campeonato Mundial |                         |                   |                         |
| Año                | Lugar                   | Medalla           | Prueba                  |
| 2013               | Chungju (Corea del Sur) | Medalla de plata  | Cuatro scull ligero     |
| 2018               | Plovdiv (Bulgaria)      | Medalla de oro    | Scull individual ligero |
| 2019               | Ottensheim (Austria)    | Medalla de bronce | Doble scull ligero      |
| Campeonato Europeo |                         |                   |                         |
| Año                | Lugar                   | Medalla           | Prueba                  |
| 2016               | Brandeburgo (Alemania)  | Medalla de plata  | Doble scull ligero      |
| 2019               | Lucerna (Suiza)         | Medalla de oro    | Doble scull ligero      |
| 2020               | Poznań (Polonia)        | Medalla de plata  | Doble scull ligero      |
| 2021               | Varese (Italia)         | Medalla de plata  | Doble scull ligero      |

| Campeonato Mundial | Campeonato Mundial          | Campeonato Mundial | Campeonato Mundial |
| Año                | Lugar                       | Medalla            | Prueba             |
| ------------------ | --------------------------- | ------------------ | ------------------ |
| 2019               | Long Beach (Estados Unidos) | Medalla de oro     | Ligero 2000 m      |

## Resultados en Grandes Vueltas
| Carrera | Carrera         | 2022 | 2023  | 2024 |
| ------- | --------------- | ---- | ----- | ---- |
|         | Giro de Italia  | —    | —     | —    |
|         | Tour de Francia | —    | —     | —    |
|         | Vuelta a España | —    | 131.º | —    |

| —: No participó | Ab: Abandono |